# LOUD & PEACE
『LOUD & PEACE』（ラウド・アンド・ピース）は、Dragon Ash2作目のベスト・アルバム。2012年8月22日にMOB SQUADから発売。

## 概要
- デビュー15周年を記念したベスト・アルバム。LOUD DISCとPEACE DISCの2枚組。
- 初回限定盤はボーナス・ディスク同梱。[2]
- ラウドなロックナンバーとピースフルな名曲群を選曲した内容に仕上がっている。
- IKUZONE生前に企画されていたが製作途中で延期された。全曲リマスター音源。
- LOUD DISCはライブでも頻繁に披露される「AMBITIOUS」や「Fantasista」のほか、『Buzz Songs』の隠しトラック「Iceman」が初めて正式収録されるなどロックナンバーを中心に全19曲。
- PEACE DISCには、ブレイクにつながるきっかけとなった「陽はまたのぼりくりかえす」、「Viva La Revolution」、アルバム『LILY OF DA VALLEY』の隠しトラック「花言葉」など穏やかな楽曲を全16曲収録。

## 収録曲

### LOUD DISC
1. The Day dragged on
  - 1stミニアルバム『The day dragged on』表題曲。
2. 羊を数えても夜は終わらない
  - 1stミニアルバム『The day dragged on』収録曲。
  - イントロにカウントが追加されている。
3. Rainy Day And Day
  - 1stシングル。
4. Iceman
  - 2ndアルバム『Buzz Songs』の隠しトラック。
  - 正式な形では初収録。
5. Drugs can't kill teens
  - 3rdアルバム『Viva La Revolution』収録曲。
6. Just I'll say
  - 3rdアルバム『Viva La Revolution』収録曲。
7. Deep Impact
  - 7thシングル。
8. Amploud
  - 9thシングルの1曲目。
9. 百合の咲く場所で
  - 4thアルバム『LILY OF DA VALLEY』収録曲。
10. Snowscape
  - 10thシングルのC/W。
  - アルバムには今回が初収録。
11. Fantasista
  - 11thシングル。
12. Posse in Noise
  - 5thアルバム『HARVEST』収録曲。
13. Resound
  - 14thシングルのC/W。
14. Develop the music
  - 7thアルバム『INDEPENDIENTE』収録曲
15. Dear Mosh Pit
  - 8thアルバム『FREEDOM』収録曲。
16. CALLIN'
  - 配信シングル／22ndシングルのC/W。
  - アルバム初収録。
17. AMBITIOUS
  - 22ndシングル。
18. ROCK BAND
  - 23rdシングルの1曲目。
19. SLASH
  - 9thアルバム『MIXTURE』収録曲。

### PEACE DISC
1. Public Garden
  - 2ndミニアルバム『Public Garden』表題曲。
2. Invitation (single ver.)
  - 1stシングルのC/W。
  - シングルバージョンはアルバム初収録。
3. 陽はまたのぼりくりかえす
  - 2ndシングル。
4. Under Age's Song (single ver.)
  - 3rdシングル。
  - シングルバージョンはアルバム初収録。
5. Viva la revolution
  - 3rdアルバム『Viva La Revolution』表題曲。
6. 静かな日々の階段を (single ver.)
  - 9thシングルの2曲目。
7. Lily of da valley
  - 4thアルバム『LILY OF DA VALLEY』表題曲。
8. 花言葉
  - 4thアルバム『LILY OF DA VALLEY』の隠しトラック。
  - 正式な形では初収録。
  - 『LILY OF DA VALLEY』収録のものは、演奏の前後に(アウトロでは演奏に被って)桜井誠による語りがあったが、ここでは省かれている。厳密に演奏部分のみの音源化は初となる。
9. Life goes on
  - 10thシングル。
10. Harvest
  - 5thアルバム『HARVEST』表題曲。
11. 朝凪Revival
  - 6thアルバム『Río de Emoción』収録曲。
12. 夢で逢えたら
  - 18thシングル。
13. Beautiful
  - 7thアルバム『INDEPENDIENTE』収録曲。
14. 繋がりSUNSET
  - 20thシングル。
15. 運命共同体
  - 21stシングル。
16. TIME OF YOUR LIFE
  - 23rdシングルの3曲目。

### BONUS DISC
初回限定生産盤のみのボーナス・ディスク。
1. Dragon Ash trahere Mix performed by BOTS
  - メンバーであるBOTSがDragon Ashの楽曲をミックスした50分越えのミックス。
2. Ivory -out loud-
  - 16thシングル「Ivory」をライブアレンジをベースにリメイクされた新バージョン。
3. Something in view -L&P eternal session-
  - 6thアルバム『Río de Emoción』の隠しトラック。
  - 本作の特典音源としてIKÜZÖNEがリメイクを提案し、製作された。
4. 花言葉 -for peaceful morning- performed by HIROKI
  - 4thアルバム『LILY OF DA VALLEY』の隠しトラックを、メンバーのHIROKIによって本作の特典音源として録音し直されたアコースティック・Instrumental。